# Assassinat de la reputació
L'assassinat de la reputació fa referència al conjunt de moviments deliberats per espatllar la imatge pública d'una altra persona de manera que no sols perdi els seus suports sinó que, per la cultura de la cancel·lació, vegi com se silencien o no es tenen en compte les seves opinions. Es diferencia dels atacs a l'adversari habituals en política i camps afins en l'ús d'informacions falses o exagerades, d'interpretacions esbiaixades de les declaracions de la persona afectada i en la utilització de la tecnologia per a difamar i crear una imatge negativa (per exemple a partir de bots a les xarxes socials). El concepte és d'origen anglosaxó, va començar a usar-se als anys 30 però va guanyar popularitat a finals del segle xx.
Les maniobres sovint volen afeblir psicològicament la víctima, de manera que no pugui contraatacar, i poden aplicar-se també a organitzacions, especialment quan un opositor o grup no comparteix la línia d'actuació o el lideratge i ataca la imatge pública dels representants o de la marca per neutralitzar futurs moviments. El moviment sorgeix especialment en èpoques de crisi o canvi.

## Trets de la víctima
Malgrat la diversitat de perfils, la víctima de l'assassinat de la reputació acostuma a concentrar una sèrie de trets. En primer lloc ha d'estar en una competició, una elecció o un procés que requereixi l'aprovació de l'entorn per a continuar. En segon terme, ha de presentar un risc per als adversaris, sigui pel seu suport potencial o per l'historial anterior d'èxits o popularitat. En tercer lloc, els atacs tenen a veure no amb la seva qüestió sinó amb aspectes morals, personals o ideològics, tinguin o no una relació directa amb la posició en disputa.